# Danielssenia fusiformis
Danielssenia fusiformis är en kräftdjursart som först beskrevs av Brady och Robertson 1875.  Danielssenia fusiformis ingår i släktet Danielssenia och familjen Pseudotachidiidae. Inga underarter finns listade i Catalogue of Life.